# Capidava saxatilis
Capidava saxatilis är en spindelart som beskrevs av Soares, Camargo 1948. Capidava saxatilis ingår i släktet Capidava och familjen hoppspindlar. Inga underarter finns listade.